# Мюридія

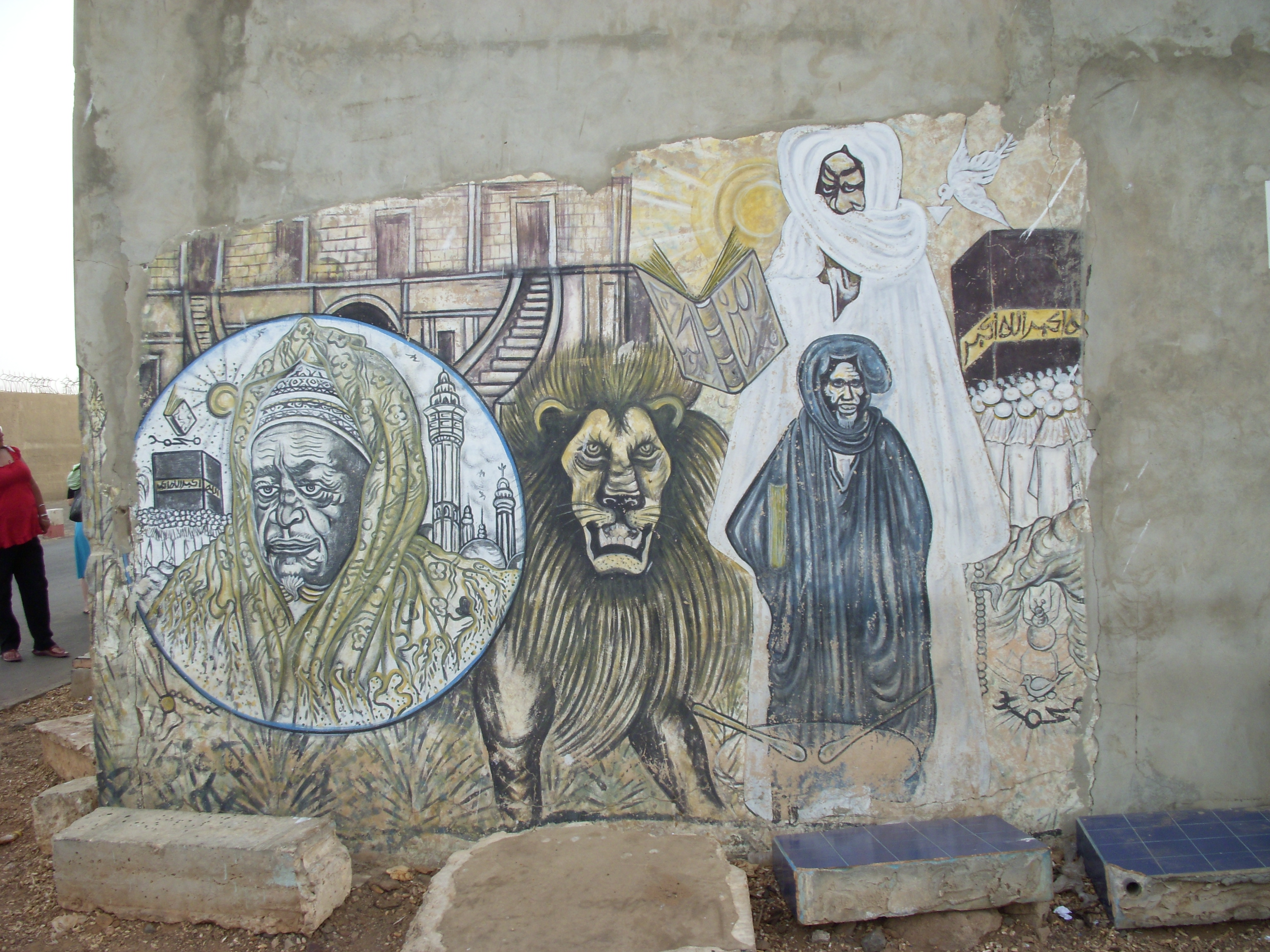
Сучасне графіті у столиці Сенегалу Дакарі з портретами історичних лідерів мюридії

Мюридизм (араб. مريدية, фр. mouridisme) — суфійський тарикат, поширений у західноафриканських країнах Сенегалі та Гамбії. Назва походить від арабського слова мюрид (послідовник суфійського шейха).
Мюридське братерство було засноване шейхом Амаду Бамба у 1883 році. Через зростання впливу мюридизму французька колоніальна влада відправила Бамба у заслання, у якому він перебував з 1895 по 1907 рік.
Чисельність послідовників мюридії наразі оцінюється у 2-3 мільйони осіб.